# Comandante Luis Piedrabuena
Comandante Luis Piedra Buena es una localidad y municipio del departamento Corpen Aike de la provincia de Santa Cruz, República Argentina. 
La localidad se encuentra situada sobre el margen izquierdo del río Santa Cruz, en la ruta Nacional 3 y en donde se establece la autovía Piedrabuena, a 231 km de la ciudad de Río Gallegos, la capital provincial, y a 467 km de Caleta Olivia.
Antiguamente se la denominaba «Paso Río Santa Cruz» y más tarde, «Paso Ibáñez» y fue fundada en la primavera de 1859 en la isla Pavón, por el marino y patriota argentino Luis Piedra Buena, oriundo de Carmen de Patagones. Su actual nombre lo lleva desde el 24 de agosto de 1933 en honor a su fundador.
Piedrabuena es un lugar turístico y la localidad con el 3.º puesto en mejor calidad de vida del país.

## Historia

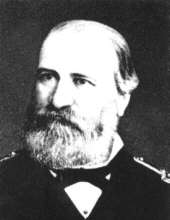
Luis Piedra Buena.

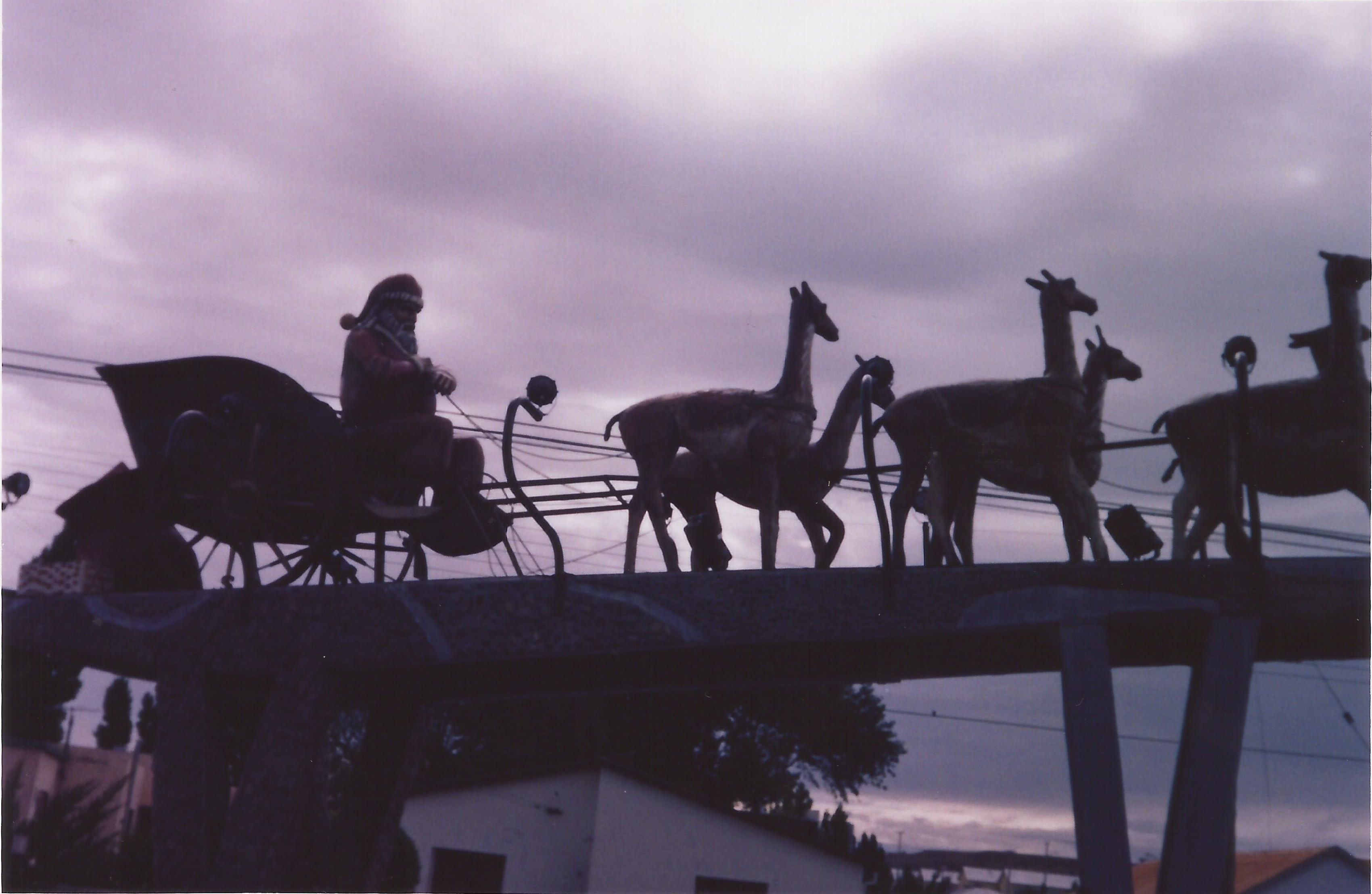
Decoración de Navidad en Comandante Luis Piedra Buena, en enero de 2008.

La actual localidad Comandante Luis Piedra Buena, antiguamente llamada «Paso Río Santa Cruz» y que después cambiaría su nombre a «Paso Ibáñez», habría surgido entre octubre y diciembre de 1859 a partir de la factoría fundada en la isla Pavón por el marino y patriota homónimo que además de dedicarse a actividades comerciales, contribuiría con medios propios al mantenimiento de la soberanía nacional argentina sobre la Patagonia oriental y que también se dedicaba a labores altruistas, rescatando a náufragos de diversas nacionalidades, para lo cual, había construido bajo bandera argentina diversos refugios en la isla de los Estados.
El mayor logro del citado marino fue conseguir que el cacique mayor de la Patagonia oriental, Casimiro «Biguá» Fourmantin —sucesor de María la Grande— reconociera el 5 de julio de 1865 la soberanía argentina hasta el estrecho de Magallanes, incluyendo la bahía de San Gregorio en donde se ubicaba la aldea central de su cacicazgo. Esto trajo como consecuencia que, a principios de 1866, en Buenos Aires, el entonces presidente Bartolomé Mitre lo ascendiera a teniente coronel del Ejército Argentino. Tres años después, en el valle de Genoa, Casimiro Biguá y cinco jefes principales aliados de varios clanes, se reunieron en medio de la estepa y el 3 de noviembre de 1869 reconocieron formalmente la soberanía, por lo cual terminarían por izar la bandera nacional celeste y blanca, a la cual le jurarían fidelidad, comprometiéndose a defender los territorios patagónicos argentinos.
Paso Río Santa Cruz, o bien Paso Ibáñez, volvería a cambiar su nombre en honor a su fundador, el marino patriota Luis Piedra Buena, al conmemorar el centenario de su nacimiento el 24 de agosto de 1933, además de haberse cumplido el cincuentenario de su fallecimiento el 10 del corriente.

## Guarnición
| Unidades de la Guar Ej Comandante Luis Piedrabuena             | Abreviatura |
| -------------------------------------------------------------- | ----------- |
| Grupo de Artillería Blindado 11 «Coronel Juan Bautista Thorne» | GA Bl 11    |
| Batallón de Ingenieros 11                                      | B Ing 11    |

## Población
Contó con 6405 habitantes (Indec, 2010), de los cuales el 3048 mujeres y 3357 hombres; lo que representó un incremento del 53 % frente a los 4176 habitantes (Indec, 2001) del censo anterior. En el censo 2022 la población mantuvo su ritmo de crecimiento al alcanzar 9278 habitantes. Además, se registraron 3811 viviendas.Se ubicó como la 10.ª más poblada de la provincia.
| Gráfica de evolución demográfica de Comandante Luis Piedrabuena entre 1920 y 2022 |
|                                                                                   |
| Fuente: Censo de Territorios Nacionales (1920) y censos nacionales del INDEC      |

## Parroquias de la Iglesia católica en Comandante Luis Piedra Buena
| Diócesis  | Río Gallegos      |
| --------- | ----------------- |
| Parroquia | María Auxiliadora |